# Шевченко, Аркадий Николаевич
Арка́дий Никола́евич Шевче́нко (укр. Аркадій Миколайович Шевченко; 11 октября 1930 года, Горловка, УССР, СССР, — 28 февраля 1998 года, Вашингтон, США) — советский дипломат, чрезвычайный и полномочный посол СССР, в 1973—1978 годах — заместитель генерального секретаря ООН по политическим вопросам и делам Совета Безопасности ООН.
В апреле 1978 года отказался вернуться в СССР из длительной служебной командировки в США. Первый перебежчик — советский дипломат, чиновник самого высокого ранга из числа перешедших на Запад в годы Холодной войны. В СССР заочно был приговорён к высшей мере наказания за измену Родине.

## Ранние годы
Родился в городе Горловка (Донецкая область), через пять лет семья переехала в Евпаторию.
В 1949 году поступил в Московский государственный институт международных отношений, который окончил в 1954 году с красным дипломом, после чего учился там же в аспирантуре и успешно защитил диссертацию на соискание ученой степени кандидата юридических наук.
В институте познакомился с сыном видного советского дипломата, впоследствии министра иностранных дел СССР Андрея Громыко Анатолием, стал часто бывать в их семье. С 1969 года жена Шевченко Леонгина дружила с женой министра Лидией Громыко. Их дружба была скреплена любовью к драгоценностям, которыми они обменивались или дарили друг другу.

## Дипломатическая карьера
С 1956 года работал в Отделе международных организаций МИД СССР. К 1970 году вырос до должности личного советника министра иностранных дел А. А. Громыко.
В 1973 году был назначен на должность заместителя генерального секретаря ООН по политическим вопросам и делам Совета Безопасности ООН в ранге чрезвычайного и полномочного посла СССР. По словам сына Шевченко, назначение состоялось благодаря тому, что жена Аркадия Шевченко Леонгина подарила супруге Громыко брошь с 56 бриллиантами (брошь привезли родители Леонгины из Австрии после войны).
Находясь на этой должности, начал передавать ЦРУ секретные сведения об СССР. В 1975 году Шевченко сообщил главе миссии США в ООН послу Д. П. Мойнихену, своему хорошему знакомому, о намерении просить политическое убежище (Мойнихен имел хорошие связи в Вашингтоне). После этого Шевченко встретился не с представителями Госдепартамента США, а с сотрудником ЦРУ, который предложил поработать на американское правительство, не покидая пост в ООН. Шевченко нашёл в этом свои плюсы и согласился. 
Сотрудничество продолжалось около трёх лет, пока Шевченко не вызвали в Москву. Хотя резидент КГБ в Нью-Йорке (Юрий Дроздов) подозревал Шевченко в шпионаже и посылал на этот счёт в Москву шифротелеграммы, если бы Шевченко вернулся по вызову в Москву, резиденту пришлось бы оправдываться, что он оклеветал посла. Это Ю. И. Дроздов признал сам в интервью российскому государственному телеканалу в 2003 году, когда снимался документальный фильм о Шевченко «Роковое решение». До побега Шевченко у КГБ не было никаких прямых доказательств его шпионажа. Это признал начальник следственной группы следственного отдела КГБ майор О. А. Добровольский ещё в мае 1978 года, когда допрашивал его сына Г. А. Шевченко в Лефортово.

## Побег
Начиная с середины 1977 года Шевченко заметил за собой слежку как в США, так и во время отпуска в СССР. Получив указание вернуться в СССР, Шевченко пытался оттянуть поездку на несколько недель, ссылаясь на незаконченные дела в ООН, но получил указание Трояновского возвращаться немедленно. После этого он решил, что необходимо бежать. 
Шевченко не был уверен, что жена одобрит его решение. Перед побегом он написал ей письмо с мотивами своих действий, призывом присоединиться к нему, и попросил дождаться его звонка через несколько часов. По словам Шевченко, трубку поднял сотрудник КГБ, и тогда он понял, что жена уже сообщила о его поступке.
Через два дня после побега Шевченко, 8 апреля 1978 года, его сына Геннадия Шевченко, члена делегации СССР в Комитете по разоружению, срочно оформили в качестве дипкурьера, и он прилетел в Москву в сопровождении майора ГРУ Резуна (Суворова), сотрудника представительства СССР в Женеве, который сам через полтора месяца бежал в Великобританию. Через месяц после побега Шевченко его жена Леонгина Иосифовна Шевченко покончила жизнь самоубийством. Она похоронена по распоряжению министра иностранных дел СССР А. А. Громыко на Новокунцевском кладбище (филиал Новодевичьего).
Сыну Шевченко пришлось уволиться из МИДа в 1979 году по требованию КГБ. Ему изменили отчество и фамилию — Геннадий Алексеевич Смирнов (настоящие фамилию и отчество вернул себе только в 1990-е годы). Громыко смог только временно оставить его на работе до апреля 1979 года для сдачи кандидатского минимума в МГИМО. Затем КГБ устроил сына Шевченко в Институт государства и права АН СССР. В 1994-1995 годах Геннадий Шевченко гостил у отца вместе со своим сыном (внуком Аркадия).

## Жизнь в США
Шевченко занимался преподавательской и лекторской работой в качестве эксперта по СССР, а также, по словам его сына, имел пожизненную пенсию почти в семь тысяч долларов в месяц. В 1985 году вышла его книга «Разрыв с Москвой», которая стала бестселлером и была переведена на многие языки мира. За все издания книги Шевченко получил более миллиона долларов.
Американские власти помогли ему купить особняк площадью около тысячи квадратных метров, этим занимался сотрудник Госдепартамента Билл Геймер. По словам Шевченко, Геймер «посвятил мне бесчисленное множество часов, дней, лет, чтобы помочь приспособиться к новой жизни». По просьбе Шевченко Геймер пытался въехать в СССР, чтобы наладить связь с его дочерью, но советские власти отказали ему в визе. Дочь Шевченко Анна пыталась выехать к отцу в 1989 году, но советские органы отказали ей в выездной визе. Она переехала в США в 1992 году.
В США Шевченко женился на репортёре уголовной хроники Элейн, но в 1990 году она умерла от рака. В 1994 году он женился на бывшей москвичке Наташе, дочери подполковника МВД, которая была моложе его на 23 года и была склонна к безудержным тратам. Состояние Шевченко размером в два миллиона долларов быстро закончилось и в 1996 году он объявил себя банкротом.
28 февраля 1998 года на 68-м году жизни умер в США от цирроза печени в квартире дочери. Похоронен на православном участке кладбища Rock Creek.

## Мнения и свидетельства
Как отмечается, многие бывшие соратники Шевченко уверены, что его решение остаться в США «созрело у него только в Нью-Йорке, после того как он увидел, что можно жить по-человечески не только за высокими заборами спецдач». В своей книге «Разрыв с Москвой» Шевченко пишет, что не стал просить политического убежища, а предпочёл сотрудничать с ЦРУ из прагматических соображений. Он опасался, что после предоставления убежища американцы не возьмут на себя «никаких дальнейших обязательств», но в результате сотрудничества ему предоставят «защиту и помощь в трудоустройстве».
Юрий Дроздов, с 1975 по 1979 руководивший резидентурой внешней разведки КГБ в США, а также полковник СВР Виктор Черкашин утверждали позднее, что поведение Шевченко вызывало их подозрения. В своих воспоминаниях Дроздов пишет: 
«Мы проинформировали руководство разведки о возникшем у нас подозрении и попросили через МИД СССР отозвать его в Москву, с тем чтобы избежать нежелательных последствий».
 Однако Шевченко отозван не был, что, по мнению Дроздова, объясняется семейными связями дипломата с министром иностранных дел СССР А. А. Громыко и его высокими связями в КГБ (интервью Дроздова телеканалу «Россия» (2003 г.). Вскоре после побега Шевченко Дроздов был отозван из США.
В 1985 году КГБ получил достоверную и документальную информацию о том, при каких обстоятельствах Шевченко в 1970-е годы начал добровольно сотрудничать со спецслужбами США. Эту информацию предоставил руководитель советского направления ЦРУ Олдрич Эймс, который и занимался разработкой советского дипломата от ЦРУ.

## Сочинения
- Разрыв с Москвой — New York: Liberty Publishing House, 1985. — 530 с.

## Документальные фильмы
1. Роковое решение. Телеканал «Россия» (2004 год)
2. Живая история. Война перебежчиков. 5 канал Петербург (2007 год)
3. Генералы холодной войны. Андрей Громыко. Телеканал НТВ (2008 год)
4. Андрей Громыко — господин «Нет». 1 телеканал (2009 год)
5. Завербуй меня, если сможешь! Московский телеканал (2010 год)
6. Какие наши годы.1978 год. С Леонидом Парфеновым. 1 телеканал (2011 год)
7. Предатели с А. Луговым. Фильм третий. Телеканал «Звезда» (2014 год)